# Lista över herrmedaljörer i slalomvärldsmästerskapen i kajak
Detta är en lista över samtliga medaljörer i kajak på herrsidan i slalomvärldsmästerskapen i kanotsport.

## K-1
| Spel                   | Guld                                          | Silver                       | Brons                    |
| Genève 1949            | Othmar Eiterer (AUT)                          | Hans Frühwirth (AUT)         | Werner Zimmermann (SUI)  |
| Steyr 1951             | Hans Frühwirth (AUT)                          | Rudolf Pillwein (AUT)        | Rudolf Sausgruber (AUT)  |
| Meran 1953             | Walter Kirschbaum (FRG)                       | Rudolf Sausgruber (AUT)      | Milan Zadel (YUG)        |
| Tacen 1955             | Sigi Holzbauer (FRG)                          | Miloslav Duffek (SUI)        | Jože Ilija (YUG)         |
| Augsburg 1957          | Manfred Vogt (FRG)                            | Dimitrij Skolil (TCH)        | Heinz Bielig (GDR)       |
| Genève 1959            | Paul Farrant (GBR)                            | Eberhard Gläser (GDR)        | Heinz Bielig (GDR)       |
| Hainsberg 1961         | Eberhard Gläser (GDR)                         | Roland Hahnebach (GDR)       | Jiří Černý (TCH)         |
| Spittal 1963           | Jürgen Bremer (GDR)                           | Rolf Luber (GDR)             | Jiří Černý (TCH)         |
| Spittal 1965           | Kurt Presslmayr (AUT)                         | Eberhard Gläser (GDR)        | Uli Raysz (FRG)          |
| Lipno 1967             | Jürgen Bremer (GDR)                           | David Mitchell (GBR)         | Hans Hunziker (SUI)      |
| Bourg St.-Maurice 1969 | Claude Peschier (FRA)                         | Werner Zimmermann, Jr. (SUI) | Werner Rosener (FRG)     |
| Meran 1971             | Siegbert Horn (GDR)                           | Christian Döring (GDR)       | Ulrich Peters (FRG)      |
| Muotathal 1973         | Norbert Sattler (AUT)                         | Siegbert Horn (GDR)          | Wojciech Gawroński (POL) |
| Skopje 1975            | Siegbert Horn (GDR)                           | Ulrich Peters (FRG)          | Harald Gimpel (GDR)      |
| Spittal 1977           | Albert Kerr (GBR)                             | Dieter Förstl (FRG)          | Norbert Sattler (AUT)    |
| Jonquière 1979         | Peter Fauster (AUT)                           | Eduard Wolffhardt (AUT)      | Richard Fox (GBR)        |
| Bala 1981              | Richard Fox (GBR)                             | Luboš Hilgert (TCH)          | Jean-Yves Prigent (FRA)  |
| Meran 1983             | Richard Fox (GBR)                             | Toni Prijon (FRG)            | Peter Micheler (FRG)     |
| Augsburg 1985          | Richard Fox (GBR)                             | Peter Micheler (FRG)         | Luboš Hilgert (TCH)      |
| Bourg St.-Maurice 1987 | Toni Prijon (FRG)                             | Jernej Abramič (YUG)         | Marjan Štrukelj (YUG)    |
| Savage River 1989      | Richard Fox (GBR)                             | Gilles Clouzeau (FRA)        | Jernej Abramič (YUG)     |
| Tacen 1991             | Shaun Pearce (GBR)                            | Marjan Štrukelj (YUG)        | Martin Hemmer (GER)      |
| Mezzana 1993           | Richard Fox (GBR)                             | Richard Weiss (USA)          | Melvyn Jones (GBR)       |
| Nottingham 1995        | Oliver Fix (GER)                              | Scott Shipley (USA)          | Jiří Prskavec (CZE)      |
| Três Coroas 1997       | Thomas Becker (GER)                           | Scott Shipley (USA)          | Paul Ratcliffe (GBR)     |
| La Seu d'Urgell 1999   | David Ford (CAN)                              | Scott Shipley (USA)          | Paul Ratcliffe (GBR)     |
| Bourg St.-Maurice 2002 | Fabien Lefèvre (FRA)                          | Miha Terdič (SLO)            | Ivan Pišvejc (CZE)       |
| Augsburg 2003          | Fabien Lefèvre (FRA)                          | David Ford (CAN)             | Helmut Oblinger (AUT)    |
| Penrith 2005           | Fabian Dörfler (GER)                          | Fabien Lefèvre (FRA)         | Peter Cibák (SVK)        |
| Prag 2006              | Stefano Cipressi (ITA) · Julien Billaut (FRA) | –                            | Campbell Walsh (GBR)     |
| Foz do Iguaçu 2007     | Sébastien Combot (FRA)                        | Fabian Dörfler (GER)         | Campbell Walsh (GBR)     |
| La Seu d'Urgell 2009   | Peter Kauzer (SLO)                            | Boris Neveu (FRA)            | Carles Juanmartí (ESP)   |
| Tacen 2010             | Daniele Molmenti (ITA)                        | Vavřinec Hradilek (CZE)      | Jure Meglič (SLO)        |
| Bratislava 2011        | Peter Kauzer (SLO)                            | Mateusz Polaczyk (POL)       | Fabien Lefèvre (FRA)     |
| Prag 2013              | Vavřinec Hradilek (CZE)                       | Jiří Prskavec (CZE)          | Mateusz Polaczyk (POL)   |
| Deep Creek Lake 2014   | Boris Neveu (FRA)                             | Sébastien Combot (FRA)       | Mathieu Biazizzo (FRA)   |
| London 2015            | Jiří Prskavec (CZE)                           | Mateusz Polaczyk (POL)       | Michal Smolen (USA)      |
| Pau 2017               | Ondřej Tunka (CZE)                            | Vít Přindiš (CZE)            | Peter Kauzer (SVN)       |

## K-1 lag
| Spel                   | Guld                                                           | Silver                                                              | Brons                                                               |
| Genève 1949            | Werner Zimmermann Jean Engler Eduard Kunz Schweiz              | Hans Frühwirth Rudolf Pillwein Josef Danek Österrike                | Bohuslav Fiala Alvin Jeschke Jiří Valeš Tjeckoslovakien             |
| Steyr 1951             | Hans Frühwirth Rudolf Pillwein Othmar Eiterer Österrike        | Albert Krais Ernst Sonntag Erich Seidel Västtyskland                | Eduard Kunz Werner Zimmermann Jean Engler Schweiz                   |
| Meran 1953             | Franz Grafetsberger Hans Herbist Rudolf Sausgruber Österrike   | Dieter Frank Helmuth Setzkorn Hilmar Pawliczek Östtyskland          | Karl Bruns Karl Rath Günter Deuble Västtyskland                     |
| Tacen 1955             | Manfred Vogt Sigi Holzbauer Alois Würfmannsdobler Västtyskland | Robert Fabian Rudolf Klepp Eduard Radelspöck Österrike              | Dimitrij Skolil Vladimír Cibák Zdeněk Matějovský Tjeckoslovakien    |
| Augsburg 1957          | Heinz Bielig Eberhard Gläser Reinhard Sens Östtyskland         | Vladimír Cibák Jan Pára Dimitrij Skolil Tjeckoslovakien             | Manfred Vogt Günter Kirchner Karl Schröder Västtyskland             |
| Genève 1959            | Eberhard Gläser Heinz Bielig Günther Möbius Östtyskland        | Jan Pára Vladimír Cibák Zdeněk Košťál Tjeckoslovakien               | Manfred Vogt Georg Samhuber Werner Vogler Västtyskland              |
| Hainsberg 1961         | Horst Wängler Eberhard Gläser Roland Hahnebach Östtyskland     | Jaroslav Vyhlíd Jiří Černý Zdeněk Košťál Tjeckoslovakien            | Eugeniusz Kapłaniak Jan Niemiec Władysław Piecyk Polen              |
| Spittal 1963           | Eberhard Gläser Rolf Luber Fritz Lange Östtyskland             | Bronisław Waruś Władysław Piecyk Józef Sarata Polen                 | Geoffrey Dinsdale David Mitchell Martin Rohleder Storbritannien     |
| Spittal 1965           | Manfred Vogt Eugen Weimann Horst Dieter Engelke Västtyskland   | Eberhard Gläser Fritz Lange Rolf Luber Östtyskland                  | Robert Fabian Manfred Hausmann Kurt Presslmayr Österrike            |
| Lipno 1967             | Jürgen Bremer Christian Döring Volkmar Fleischer Östtyskland   | Eugen Weimann Günther Beck Peter Trojovsky Västtyskland             | Claude Lutz Jean-Louis Olry Claude Peschier Frankrike               |
| Bourg St.-Maurice 1969 | Patrick Maccari Claude Peschier Alain Colombe Frankrike        | Kenneth Langford Raymond Calverley John MacLeod Storbritannien      | Jürgen Gerlach Werner Rosener Ulrich Peters Västtyskland            |
| Meran 1971             | Kurt Presslmayr Norbert Sattler Hans Schlecht Österrike        | Jürgen Bremer Siegbert Horn Christian Döring Östtyskland            | Jürgen Gerlach Alfred Baum Ulrich Peters Västtyskland               |
| Muotathal 1973         | Wolfgang Büchner Siegbert Horn Christian Döring Östtyskland    | Jerzy Stanuch Wojciech Gawroński Stanisław Majerczak Polen          | Eric Koechlin Michel Magdinier Claude Peschier Frankrike            |
| Skopje 1975            | Ulrich Peters Dieter Förstl Bernd Dichtl Västtyskland          | Wojciech Gawroński Jerzy Stanuch Stanisław Majerczak Polen          | Harald Gimpel Siegbert Horn Christian Döring Östtyskland            |
| Spittal 1977           | Jean-Yves Prigent Bernard Renault Christian Frossard Frankrike | Eduard Wolffhardt Norbert Sattler Peter Fauster Österrike           | Wojciech Gawroński Jerzy Stanuch Kazimierz Gawlikowski Polen        |
| Jonquière 1979         | Richard Fox Albert Kerr Allan Edge Storbritannien              | Norbert Sattler Peter Fauster Eduard Wolffhardt Österrike           | Milo Duffek René Zimmermann Martin Brandenburger Schweiz            |
| Bala 1981              | Richard Fox Albert Kerr Nicolas Wain Storbritannien            | Jürg Götz Urs Steinmann Milo Duffek Schweiz                         | Jean-Yves Prigent Thierry Junquet Bernard Renault Frankrike         |
| Meran 1983             | Richard Fox Paul McConkey Jim Dolan Storbritannien             | Toni Prijon Peter Micheler Dirk Bovensmann Västtyskland             | Luboš Hilgert Ivan Hilgert Jiří Měchura Tjeckoslovakien             |
| Augsburg 1985          | Peter Micheler Toni Prijon Jürgen Kübler Västtyskland          | Christophe Prigent Pascal Marinot Manuel Brissaud Frankrike         | Marjan Štrukelj Janez Skok Jernej Abramič Jugoslavien               |
| Bourg St.-Maurice 1987 | Richard Fox Melvyn Jones Russell Smith Storbritannien          | Jernej Abramič Marjan Štrukelj Janez Skok Jugoslavien               | Christophe Prigent Laurent Brissaud Manuel Brissaud Frankrike       |
| Savage River 1989      | Jernej Abramič Marjan Štrukelj Albin Čižman Jugoslavien        | Marco Caldera Pierpaolo Ferrazzi Ettore Ivaldi Italien              | Michael Seibert Thomas Hilger Martin Hemmer Västtyskland            |
| Tacen 1991             | Manuel Brissaud Gilles Clouzeau Jean-Michel Regnier Frankrike  | Thomas Becker Michael Glöckle Michael Seibert Tyskland              | Luboš Hilgert Peter Nagy Pavel Přindiš Tjeckoslovakien              |
| Mezzana 1993           | Richard Fox Melvyn Jones Shaun Pearce Storbritannien           | Manuel Brissaud Vincent Fondeviole Sylvain Curinier Frankrike       | Vojtěch Bareš Pavel Přindiš Luboš Hilgert Tjeckien                  |
| Nottingham 1995        | Jochen Lettmann Thomas Becker Oliver Fix Tyskland              | Fedja Marušič Marjan Štrukelj Andraž Vehovar Slovenien              | Andrew Raspin Shaun Pearce Ian Raspin Storbritannien                |
| Três Coroas 1997       | Paul Ratcliffe Ian Raspin Shaun Pearce Storbritannien          | Vincent Fondeviole Jean-Michel Regnier Ludovic Boulesteix Frankrike | Thomas Becker Jochen Lettmann Holger Häffner Tyskland               |
| La Seu d'Urgell 1999   | Thomas Becker Ralf Schaberg Jakobus Stenglein Tyskland         | Andraž Vehovar Fedja Marušič Miha Štricelj Slovenien                | Tomáš Kobes Jiří Prskavec Vojtěch Bareš Tjeckien                    |
| Bourg St.-Maurice 2002 | Claus Suchanek Thomas Becker Thomas Schmidt Tyskland           | Pierpaolo Ferrazzi Matteo Pontarollo Luca Costa Italien             | Thomas Monier Benoît Peschier Fabien Lefèvre Frankrike              |
| Augsburg 2003          | Thomas Mosimann Mathias Röthenmund Michael Kurt Schweiz        | David Backhouse Floris Braat Sam Oud Nederländerna                  | Thilo Schmitt Thomas Schmidt Claus Suchanek Tyskland                |
| Penrith 2005           | Julien Billaut Fabien Lefèvre Benoît Peschier Frankrike        | Pierpaolo Ferrazzi Matteo Pontarollo Daniele Molmenti Italien       | Andrej Nolimal Dejan Kralj Peter Kauzer Slovenien                   |
| Prag 2006              | Fabien Lefèvre Julien Billaut Boris Neveu Frankrike            | Daniele Molmenti Stefano Cipressi Diego Paolini Italien             | Grzegorz Polaczyk Mateusz Polaczyk Dariusz Popiela Polen            |
| Foz do Iguaçu 2007     | Fabian Dörfler Alexander Grimm Erik Pfannmöller Tyskland       | Julien Billaut Pierre Bourliaud Sébastien Combot Frankrike          | Ivan Pišvejc Vavřinec Hradilek Luboš Hilgert Tjeckien               |
| La Seu d'Urgell 2009   | Ivan Pišvejc Vavřinec Hradilek Michal Buchtel Tjeckien         | Campbell Walsh Huw Swetnam Richard Hounslow Storbritannien          | Joan Crespo Guillermo Díez-Canedo Carles Juanmartí Spanien          |
| Tacen 2010             | Alexander Grimm Fabian Dörfler Hannes Aigner Tyskland          | Pierre Bourliaud Boris Neveu Fabien Lefèvre Frankrike               | Daniele Molmenti Diego Paolini Stefano Cipressi Italien             |
| Bratislava 2011        | Sebastian Schubert Hannes Aigner Alexander Grimm Tyskland      | Boris Neveu Vivien Colober Fabien Lefèvre Frankrike                 | Giovanni De Gennaro Daniele Molmenti Omar Raiba Italien             |
| Prag 2013              | Daniele Molmenti Andrea Romeo Giovanni De Gennaro Italien      | Grzegorz Polaczyk Mateusz Polaczyk Dariusz Popiela Polen            | Boris Neveu Étienne Daille Mathieu Biazizzo Frankrike               |
| Deep Creek Lake 2014   | Mathieu Biazizzo Sébastien Combot Boris Neveu Frankrike        | Jiří Prskavec Vavřinec Hradilek Vít Přindiš Tjeckien                | Richard Hounslow Joseph Clarke Thomas Brady Storbritannien          |
| London 2015            | Jiří Prskavec Vavřinec Hradilek Ondřej Tunka Tjeckien          | Martin Halčin Andrej Málek Jakub Grigar Slovakien                   | Richard Hounslow Joseph Clarke Bradley Forbes-Cryans Storbritannien |
| Pau 2017               | Jiří Prskavec Ondřej Tunka Vít Přindiš Tjeckien                | Boris Neveu Mathieu Biazizzo Sébastien Combot Frankrike             | Peter Kauzer Martin Srabotnik Žan Jakše Slovenien                   |

## K-1 Extreme
| Spel     | Guld                    | Silver            | Brons                |
| Pau 2017 | Vavřinec Hradilek (SVN) | Boris Neveu (SVN) | Michael Dawson (SVN) |